# Store Hestholmen (Bjørnafjorden)
Ne doit pas être confondu avec Store Hestholmen.
Store Hestholmen est une île norvégienne dans le comté de Hordaland. Elle fait partie du territoire de l'ancienne commune de Øs, aujourd'hui rattachée à Bjørnafjorden.

## Géographie
Rocheuse et couverte d'arbres à l'exception de ses côtes, au sud de Litle Hestholmen, de forme arrondie, elle s'étend sur environ 207 m de longueur pour une largeur approximative de 205 m.